# مردم سواحلی
مردم سواحلی (به سواحلی: Waswahili) گروهی از بانتوها هستند که در شرق آفریقا به سر می‌برند. این مردم در حوالی کشورهای تانزانیا، زنگبار، کنیا و موزامبیک ساکن هستند. جمعیت سواحلی‌ها در حدود ۱٬۳۲۸٬۰۰۰ نفر می‌باشد.

## ریشه نام
نام سواحیلی به قومیت و زبان این قوم گفته می‌شود و این نام خود ریشه‌ای عربی دارد. واژه سواحیلی به معنی ساکنان سواحل به کار می‌رود و گذاشتن این نام بدیشان از آن جهت است که عمده سواحیلی‌ها ساکن کناره‌های غربی اقیانوس هند در قاره آفریقا هستند.

## ریشه و تبار
مردم سواحلی بانتو تبار هستند. همچنین آمیختگی زیادی با اقوام عرب و ایرانی داشته‌اند و این تا حدودی ایشان را از سایر اهالی شرق آفریقا متمایز می‌کند. سواحلی‌ها در گذشته دور از قبایل آفریقایی فاصله گرفتند و دلیل آن داشتن روابط بازرگانی و آمیختگی با مردم متمدن نواحی دیگر به ویژه مصری‌ها، عرب‌ها و ایرانیان و نیز هندی‌ها بود. امروزه فرهنگ و هنر سواحیلی‌ها آمیزه‌ای از هنرهای مناطق گوناگون جهان می‌باشد.
اصل و نسب مردمان سواحلی از گذشته یکی از موارد محل بحث پژوهشگران بوده‌است. در تاریخ شفاهی این ناحیه که سینه به سینه نقل شده‌است هم ریشه‌های آفریقایی و هم ریشه‌های آسیایی به چشم می‌خورند. به عنوان مثال، یک متن مبتنی بر سنت شفاهی، تأسیس شهر بندری کیلوا کیسیوانی در ۳۰۰ کیلومتری جنوب دارالسلام تانزانیا را به یک شاهزاده ایرانی نسبت می‌دهد. در «وقایع‌نامه کیلوا» آمده‌است که یک ایرانی به نام «علی‌بن‌حسن شیرازی» اولین بار این شهر را تأسیس می‌کند. ویرانه‌های این شهر اکنون در فهرست میراث جهانی یونسکو قرار دارد. چاپوروخا کوسیمبا، انسان‌شناس و استاد دانشگاه فلوریدای جنوبی، می‌گوید: «این هیجان‌انگیز است که نتایج مطالعات ژنتیک با تاریخ شفاهی بومی مردم سواحل مطابقت دارد.»

## زبان
زبان مردم سواحلی به همین نام سواحیلی مشهور است و از خانواده زبان‌های بانتو و زیرگروه زبان‌های نیجر-کنگو است. به دلیل هم‌نشینی و روابط گسترده با عرب‌ها زبان سواحلی وام‌واژه‌های فراوانی را از زبان عربی پذیرفته‌است. این زبان در منطقه دریاچه‌های بزرگ آفریقا در میان طبقه شهری رایج است و در شرق آفریقا زبان میانجی محسوب می‌شود. بیشتر گویشوران زبان سواحلی این زبان را به عنوان زبان مادری خود به کار نمی‌برند و از میان کسانی که زبان مادریشان سواحلی‌ست شمار بسیار کمتری سواحیلی‌تبار هستند.

## دین و مذهب
دین اسلام از حدود سده نهم میلادی وارد شرق آفریقا شد. ورود اسلام در این منطقه بر اثر نفوذ مسلمانان عرب و سومالیایی رخ داد. امروزه دین اسلام به عنوان بخشی از هویت قومی سواحیلی‌ها درآمده‌است.

## فرهنگ و هنر

### روابط با ایران
به گزارش رویترز، مطالعه بر روی «دی‌ان‌ای» چند صد ساله، از اجداد پیچیده مردم سواحیلی در آفریقای شرقی رمزگشایی کرده‌است و نشان می‌دهد که چگونه تمدن جهانی مرفه قرون وسطایی به لطف زنان آفریقایی و مردانی که از ایران آمده‌اند، شکل گرفته‌است.
پژوهشگران گفتند که آنها دی‌ان‌ای ۸۰ نفر را در پنج مکان در کنیا و تانزانیا که مربوط به سال‌های ۱۲۵۰ تا ۱۸۰۰ پس از میلاد است را بررسی کردند.
بیش از نیمی از ورودی ژنتیکی در بسیاری از آنها به اجداد زن از سواحل شرقی آفریقا بازمی‌گردد، در حالی سهم قابل توجهی نیز از آسیا بدست آمده‌است که حدود ۹۰ درصد آن از مردان ایرانی و ۱۰ درصد از هند است.
این مطالعه نشان می‌دهد که از حدود ۱۵۰۰ پس از میلاد، بخش عمده‌ای از سهم ژنتیکی آسیایی به منابع عربی منتقل شد.
استر بریل، کارشناس ژنتیک دانشگاه هاروارد، نویسنده ارشد این مطالعه است که در مجله «نیچر» منتشر شده‌است.
به گفته او: «تعصب جنسی درآمیختگی آفریقایی-آسیایی، پرسش‌هایی را در مورد پویایی‌های اجتماعی و نقش‌های جنسیتی ایجاد می‌کند. از یک طرف، شما مردان ایرانی را دارید که با زنان آفریقایی مخلوط می‌شوند، که ممکن است نابرابری‌های اجتماعی را برجسته کند، معمولاً با جمعیت زنانی که وضعیت پایین‌تری دارند.»
استر بریل در ادامه می‌افزاید: «با این حال، در این مورد، از آن‌جا که جمعیت بانتو در شرق آفریقا اغلب متمایل به سمت مادری هستند، زنان آفریقایی احتمالاً استقبال بیشتری در انتخاب شریک زندگی خود برای تشکیل خانواده داشتند، نوعی پیوندهای ازدواج سودمند.»